# Bernterode (bei Heilbad Heiligenstadt)
Bernterode (bei Heilbad Heiligenstadt) – dzielnica miasta Heilbad Heiligenstadt w środkowych Niemczech, w kraju związkowym Turyngia, w powiecie Eichsfeld. Do 31 grudnia 2018 jako samodzielna gmina wchodziła w skład wspólnoty administracyjnej Ershausen/Geismar.